# 런던 케이블카
런던 케이블카(영어: London cable car) 또는 IFS 클라우드 케이블카(영어: IFS Cloud cable car)는
은 영국 런던의 템스강을 가로지르는 케이블카이다. 도펠마이어 가라벤타 그룹(Doppelmayr Garaventa Group)이 설계한 이 서비스는 2012년 6월 28일에 개통했으며, 런던교통공사(Transport for London)에서 운영한다. 2022년 10월 20일부터 기술 회사 IFS의 후원을 받고 있다. 이전에는 개통 당시부터 2022년 6월 28일까지 에미레이트 항공의 후원을 받아 에미레이트 에어라인(영어: Emirates Air Line)으로 불렸으며, 더 당글웨이(the Dangleway)라는 별칭으로도 알려져 있다.
그리니치 반도에서 템스강을 건너 엑셀 런던의 서쪽인 로열 빅토리아 도크(Royal Victoria Dock)를 가로 지르는 1 km (0.62 mi)의 곤돌라 선으로 이루어져 있다. 케이블카는 단방향 탈착식 곤돌라(MDG) 기술을 기반으로 하며, 추진과 지원을 위해 단일 케이블을 사용하는 시스템으로 콜롬비아 메데인의 메트로케이블에서도 사용되고 있다. MDG 시스템은 더 큰 용량의 차량을 쓰는 복잡한 3선식 시스템보다 설치 비용이 저렴하고 신속한 것으로 알려졌다. 강변을 가로 지르는 운송 외에도, 이 서비스는 "런던의 독특한 전망"을 광고한다.

## 역사
2010년 7월 4일, 런던 교통국(TfL)은 템스강을 건너는 케이블카를 개발할 계획을 발표했다. 이것은 영국 최초의 도시형 케이블카이다. 윌킨슨에어, 익스페디션 엔지니어링, 뷰로 해폴드에서 디자인한 이 케이블카는 그것은 90 미터 (300 ft) 높이로 강을 건너며, 이는 가까운 O2 아레나보다 높다. 케이블카는 매 15초마다 교차 제공하며, 각 방향으로 시간당 2,500명의 승객이 수송할 수 있으며 최대 약 50개의 버스 노선이 제공된다. 자전거를 휴대할 수 있고, 승객은 Pay-as-you-go 오이스터 카드로 승차 비용을 지불할 수 있다.

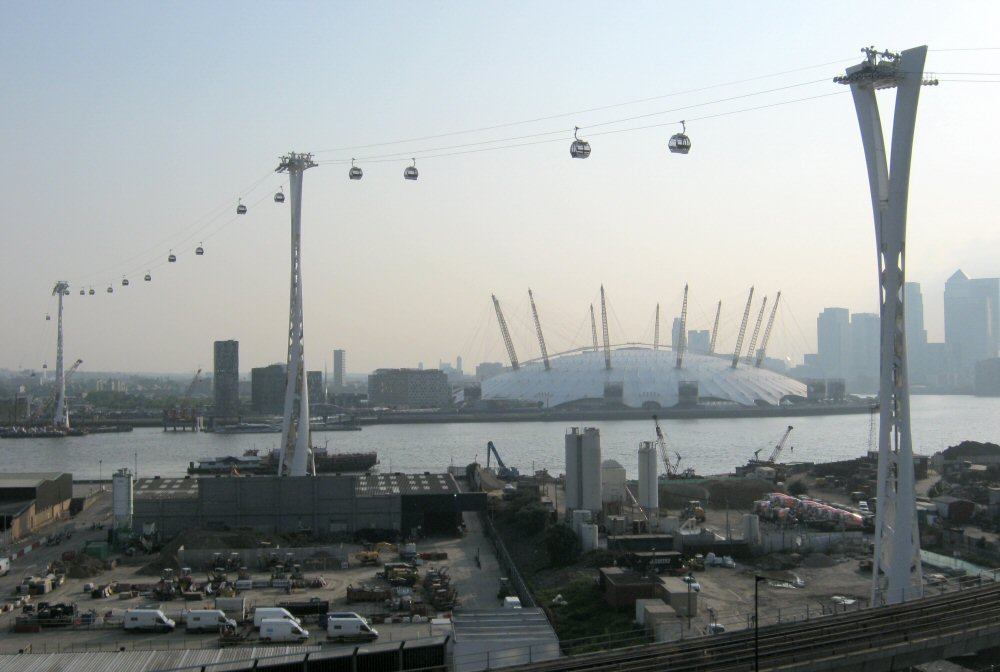
템스강 북쪽에서 본 3개의 철탑

“노스 그리니치 반도에서 로열 빅토리아 도크까지의 템스강 너머 평균 54.1 미터 (177 ft) 이상의 대조평균고조면에서 최소 1,100 미터 (3,600 ft) 길이의 케이블카 건립” 계획 신청서가 2010년 10월 뉴엄구에 제출되었다. 신청서에는 해당 서비스를 위해 템스강 북쪽으로 87 m (285 ft) 떨어진 클라이드 워프(Clyde Wharf)의 북쪽 메인 타워, 도클랜즈 경전철의 남쪽으로 케닝 타운역과 웨스트 실버타운역 사이의 중간에 있는 66 m (217 ft) 높이의 북쪽 중간 타워, 로열 빅토리아 도크(Royal Victoria Dock)의 2층짜리 곤돌라 역과 "보트 충격 보호 장치" 등의 계획된 구조가 나열되어 있다. 강 남쪽에는 O2 아레나 주차장 내에 60 m (200 ft)의 주요 지지탑과 탑승구가 있다.
프로젝트가 발표되었을 때 TfL의 초기 예산은 2천 5백만 파운드였다. 그들은 이것이 전적으로 민간 재정으로 충당될 것이라고 발표했다. TfL이 법률 자문, 프로젝트 관리, 토지 취득 및 기타 비용을 포함하지 않았기 때문에 이 수치는 처음에 4500만 파운드로 수정되었으며 2011년 9월까지 2배 이상 증가하여 6천만 파운드로 나타났다. TfL은 런던 철도 예산에서 프로젝트를 지불하고 유럽 지역 개발 기금으로부터 자금을 신청하고 상업 후원을 모색함으로써 부족분을 보충 할 계획이다. 2012년 7월 9일 총 예산 6556만 유로 중 ERDF 지원금 970만 유로가 합의되었다.
2011년 1월 뉴스 인터내셔널은 이 프로젝트를 후원할 계획이었으나 제안을 철회했다. 2011년 10월 두바이에 소재한 항공사인 에미레이트(Emirates)는 항공사 이름에 케이블카 서비스 브랜딩을 포함하여 10년 후원 계약에서 3,600만 파운드를 제공할 것이라고 발표되었다.

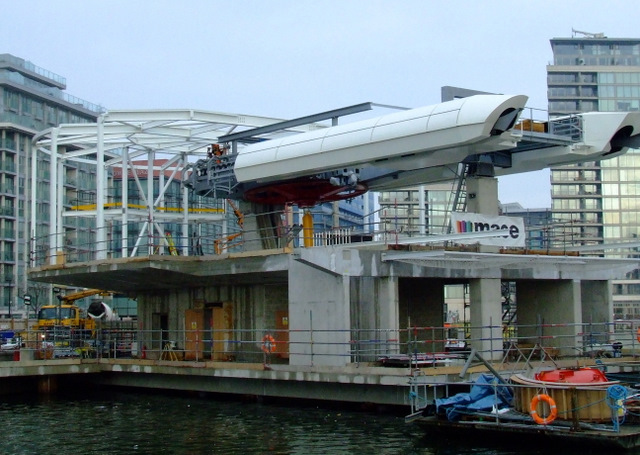
2012년 2월 로열 빅토리아 도크 옆에 건설중인 북동부 터미널

건설은 2011년 8월에 선두 계약자인 Mace로부터 시작되었다. Mace는 케이블카를 4천 5백만 파운드에 건설했으며 첫 3년 동안 케이블카를 운영하여 추가로 550만 파운드를 벌어들였다. TfL은 초기 건설 자금 및 에미레이트 항공의 후원으로 비용의 3,600만 파운드를 충당할 것이고 나머지는 운임에서 자금을 조달 할 것이라고 밝혔다. 2011년 케이블카는 지금까지 구축된 케이블 시스템 중 가장 비쌌다.

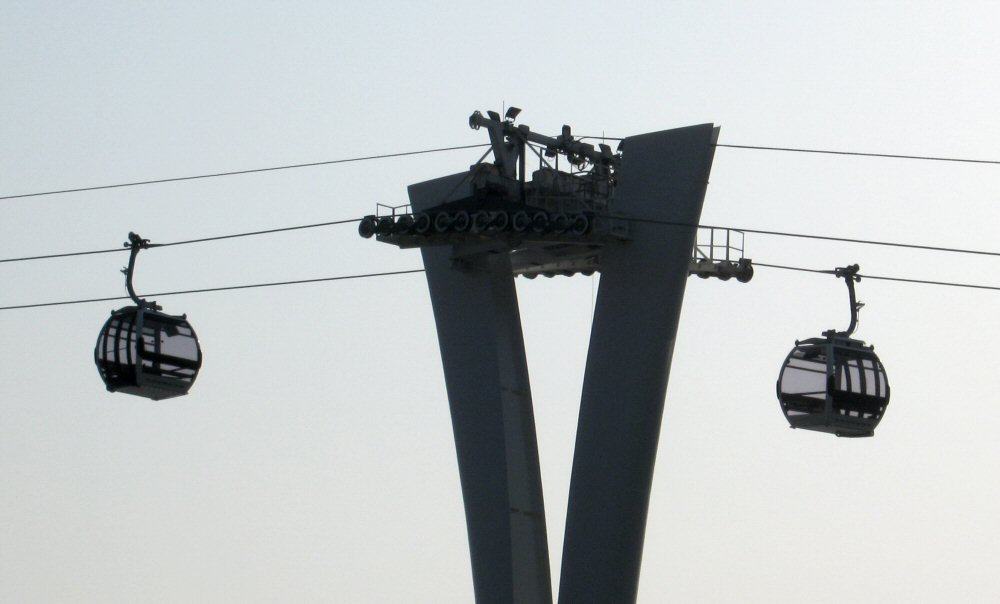
북쪽 중급 탑으로 진입하고 있는 2대의 곤돌라

2012년 5월 TfL은 2012년 여름 전까지 케이블카를 가동시킬 계획이며, 2012년 올림픽이 있기 전에는 케이블카를 열 계획은 없지만, 시간이 지나면 열리게 될 계획이 있을 것이라고 말했다. 이후 2012년 6월 28일 정오에 정식 개장했다. TfL은 프로젝트의 총 비용이 약 6천만 파운드였으며, 이 중 4천 5백만 파운드는 건설을 목표로 한 것이라고 보고했다. 이 서비스는 시간당 2,500명을 수용할 수 있다고 추정하고 있다.

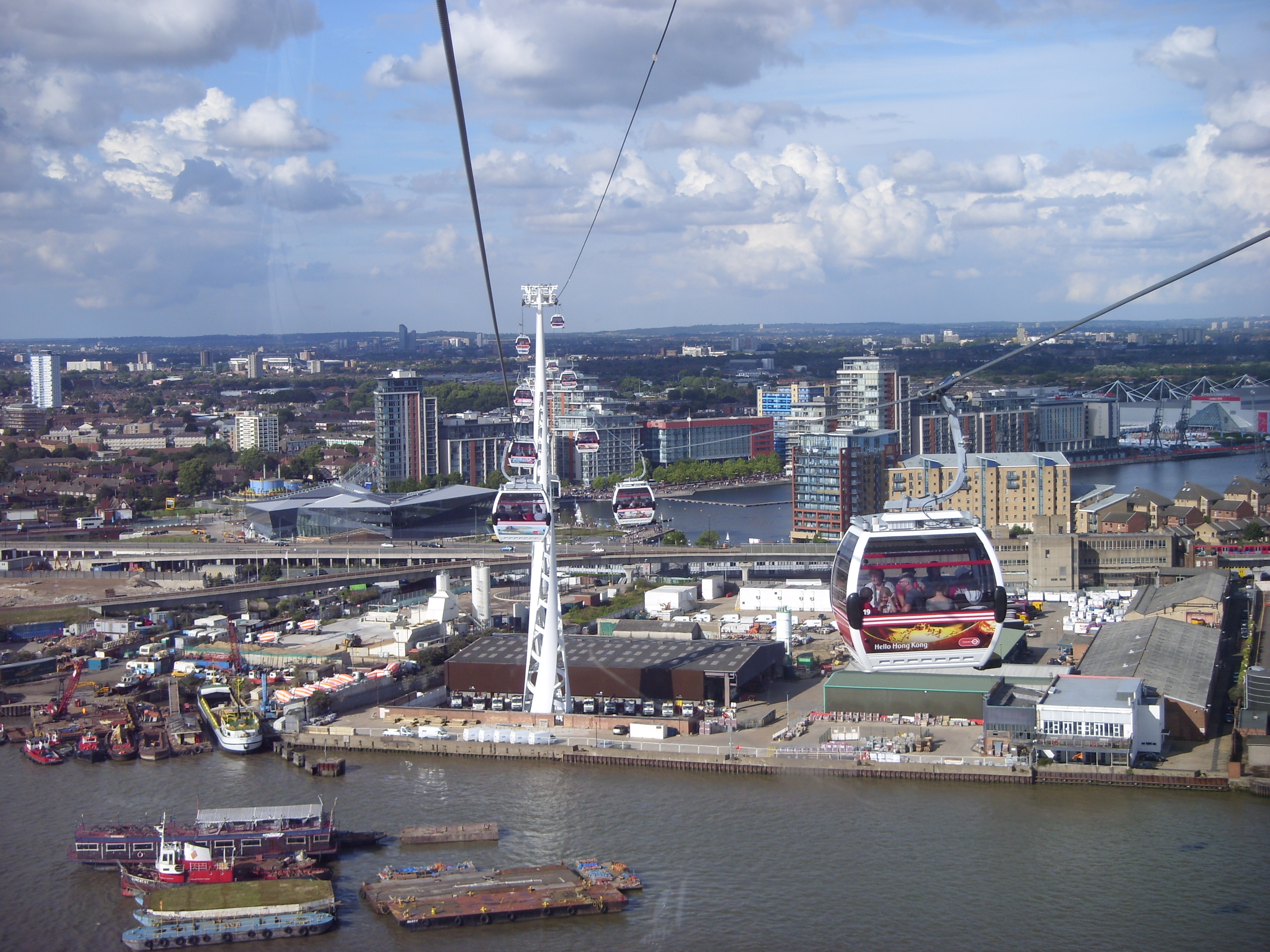
곤돌라에서 바라본 ExCeL

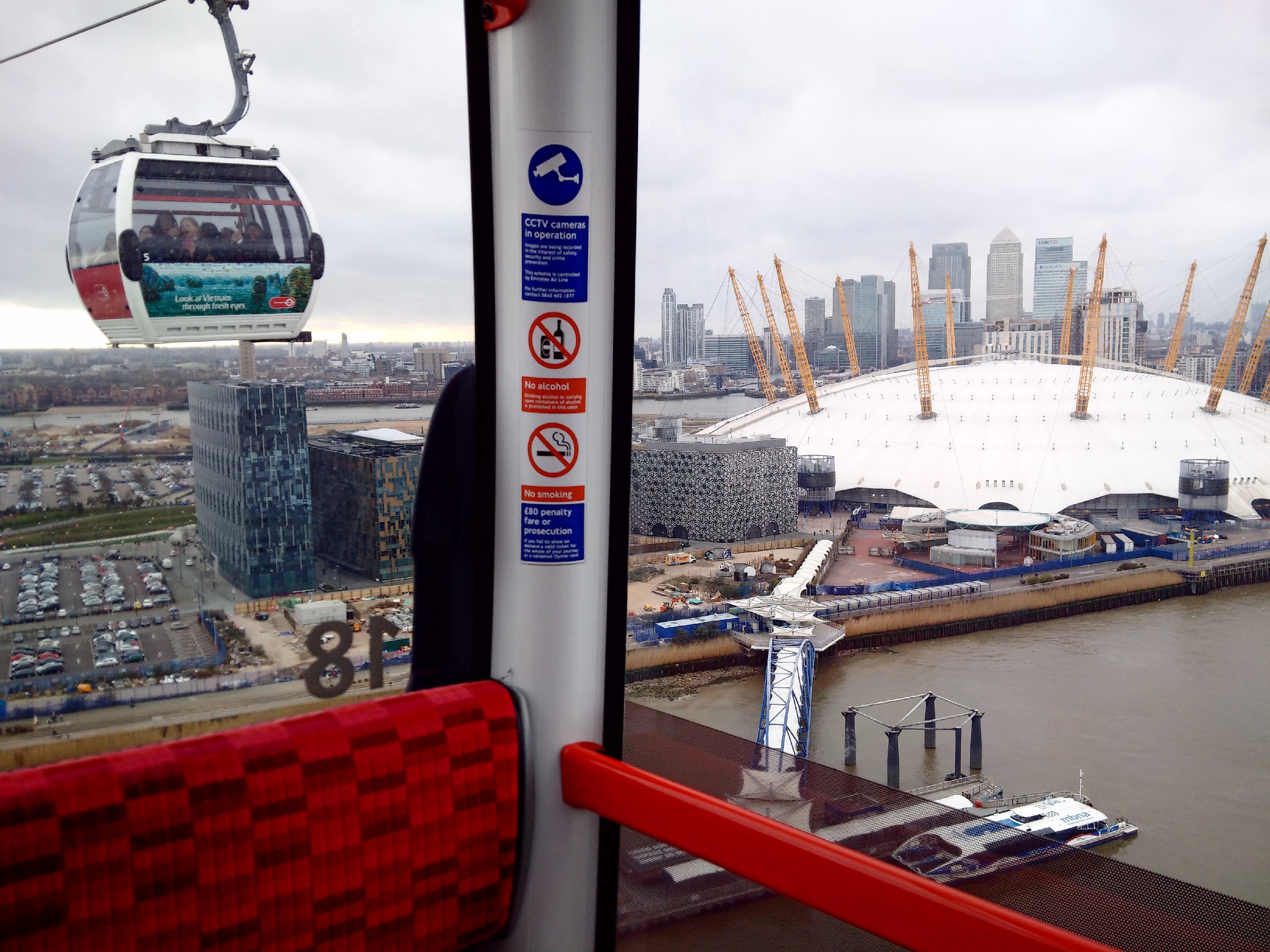
곤돌라에서 바라본 The O2

에미레이트 에어라인은 2012년 6월 런던 지하철 노선도에 편입되었다. 스폰서 회사의 로고도 지도 상에 처음으로 표시되었다. 케이블카 경로는 런던 지하철 노선과 구별하기 위해 굵은 실선이 아닌 도클랜즈 경전철의 표현과 비슷한 빨간색 삼중 실선으로 표시된다. 이 서비스의 로고는 항공 회사의 후원을 반영하여 에미레이트(Emirates) 로고와 TfL 원형 로고가 포함된 빨간색 카르투슈 형태의 로고이다. 마케팅 용어는 런던 아이의 마케팅과 마찬가지로 케이블카의 운송은 "항공편(flight)"이라고 하고 승차권을 "탑승권(boarding passes)"이라 하는 것과 같이 항공사 업계의 언어로 사용한다.
에미레이트 에어라인 브랜딩을 위한 TfL와의 거래는 연간 360만 파운드를 벌어들였으며, 2022년 6월 28일에 만료되었다.
2022년 9월 기술회사인 IFS AB가 10월부터 새로운 스폰서가 될 것이라고 발표되었고, 노선명도 "IFS 클라우드 케이블카()"로 이름이 변경되었다. 최초의 스폰서 계약은 5년간 지속되며, 2년 후에 중단되며, 연간 £420,000의 비용이 든다. 스폰서 계약을 통해 TfL은 2022년 8월 포켓몬과 같은 다른 상업적 스폰서와 함께 케이블카의 브랜드를 일시적으로 변경할 수 있다고 하였다.

## 운영

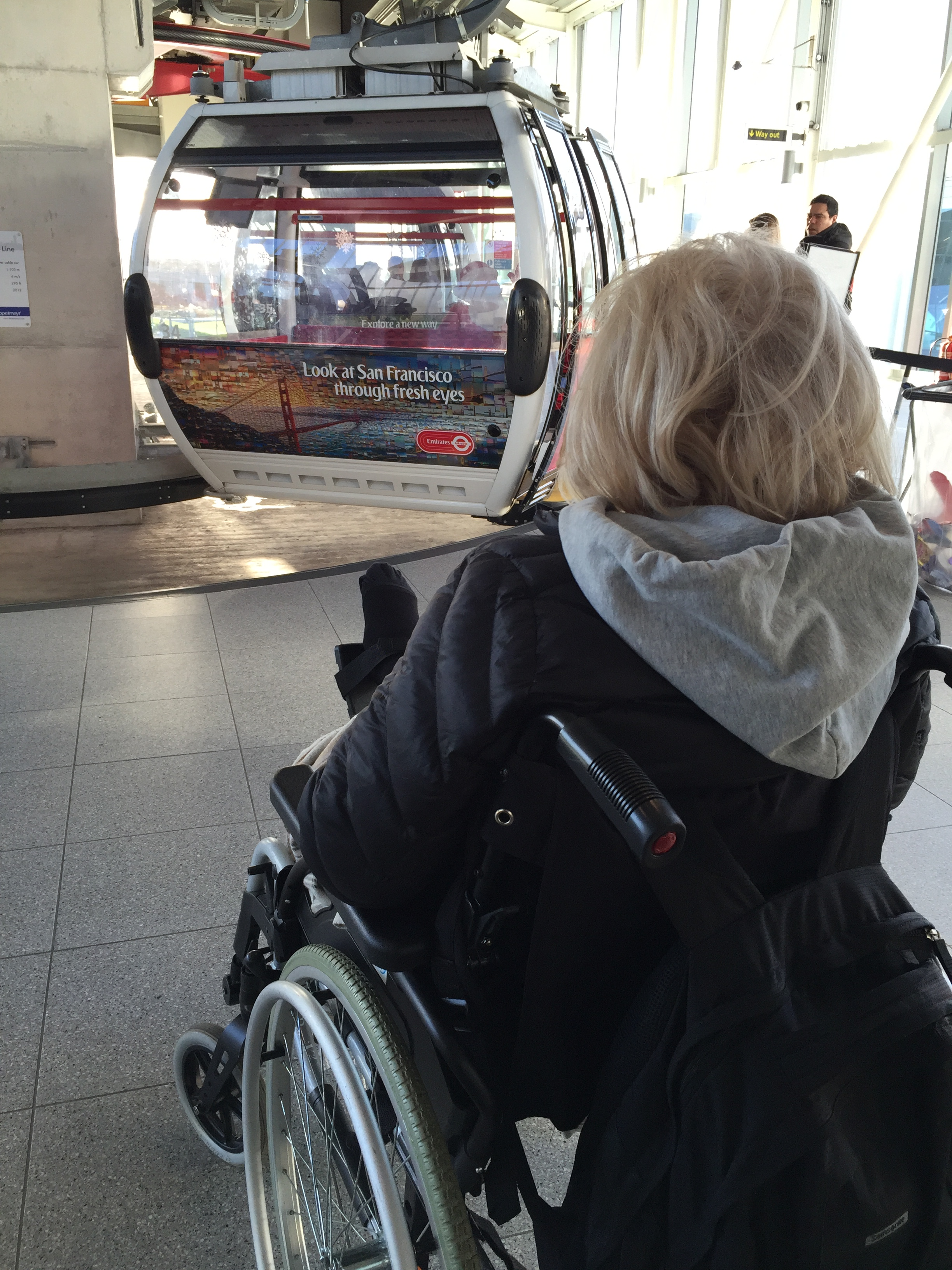
로열 빅토리아에서 승객용 곤돌라를 탑승하는 여성

36대의 승객용 곤돌라가 있고, 그 중 34대가 동시에 사용되며, 최대 수용 인원은 10명이다. 모든 승객용 곤돌라는 장애인용 휠체어를 사용할 수 있도록, 발받침 확장 장치를 포함하고 있다. 또한 유지 보수 직원이 사용할 수 있는 2대의(공개) 엔지니어 곤돌라가 있다.
2020년에는 월요일-목요일 07:00–22:00, 금요일 07:00-23:00, 토요일 08:00-23:00, 4월 1일부터 9월 30일까지 일요일 09:00-22:00에 운행하며, 그외 기간에는 일요일에서 목요일까지 한 시간 일찍 끝난다. 한 번의 소요시간은 10분이다(출퇴근 시간 시 운행 속도가 빨라지기 때문에 5분으로 단축된다). 시간당 4,080명의 승객을 수용할 수 있으며, 하루에 62,000명, 하절기에는 일주일에 최대 500,000명의 승객을 수용할 수 있다.

## 요금
2017년 4월 기준 단일 이용의 경우 4.50 파운드, Pay-as-you-go 오이스터 카드로 지불시 3.40 파운드, 또는 유효한 PAYG가 아닌 오이스터 또는 트래블카드를 제시한다. (케이블카는 런던의 발권 시스템을 위한 운송 수단에 완전히 통합되지 않았다.) 통근 서비스 이용을 장려하기 위해 12개월 내에 10번의 이용을 허용하는 "상용 고객 우대(frequent flyer)"승차권으로 추가 할인 혜택이 제공된다. 런던 의회와 자유민주당은 전면적인 통합을 요구했다.
|      | 단일 이용 요금 | 오이스터 또는 트래블카드 이용객 | "상용 고객 우대"      |
| ---- | -------------- | ------------------------------- | --------------------- |
| 성인 | £4.50          | £3.50                           | £1.70 (£17.00/10회권) |
| 아동 | £2.30          | £1.70                           | n/a                   |

## 역

### IFS 클라우드 로열 독스
케이블카 라인의 동쪽 끝(북위 51° 30′ 28″ 동경 0° 01′ 04″ / 북위 51.5077°  동경 0.0178° )은 2012년 런던 올림픽 기간 동안 수많은 무술, 복싱, 탁구 및 역도 행사를 주최한 ExCeL 센터가 있는 로열 독스(Royal Docks)에 있다. 인근 로열 빅토리아역에서 도클랜즈 라이트 레일웨이을 이용할 수 있다.

### IFS 클라우드 그리니치 반도

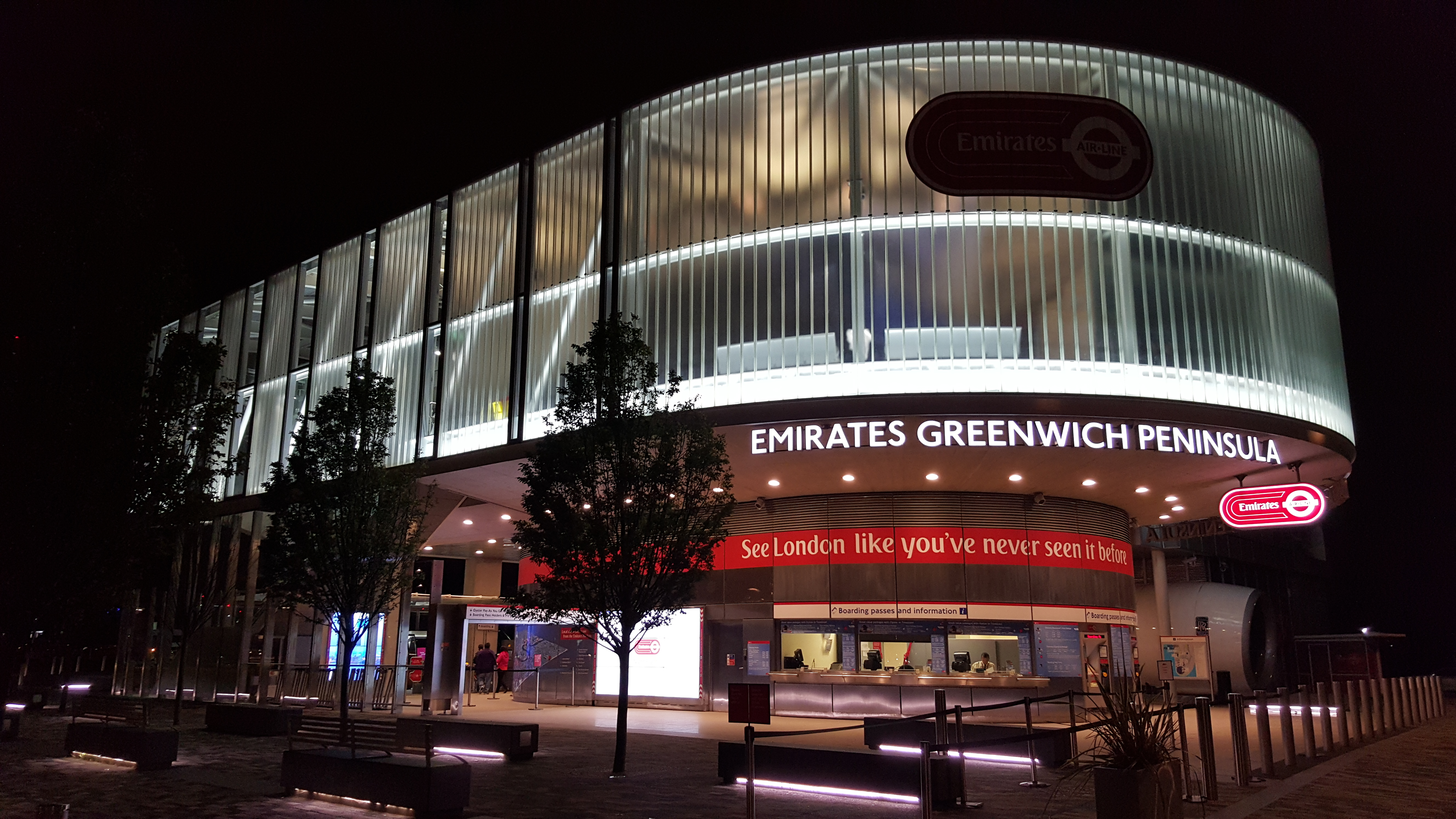
그리니치 반도역 야경

케이블카 라인의 서쪽 끝(북위 51° 29′ 59″ 동경 0° 00′ 30″ / 북위 51.4998°  동경 0.0083° )은 2012년 올림픽의 예술 체조 및 농구 경기를 주최한 The O2,에서 도보 거리 내에 있다. 인근 노스 그리니치역에서 런던 지하철을 이용할 수 있다. 이외에 노스 그리니치 부두에서 런던 리버 서비스를, 노스 그리니치 버스 정류장에서 런던 버스를 이용할 수 있다.

## 이용 기록
2012년 10월 두번째 주에 약 42,500회 운행하였다. 2013년 같은 주 동안에는 23,000회로 줄었다.
올림픽이 끝난 2012년 11월 승객 수는 정원의 10% 이하로 떨어졌다. 운행당 0.01% 정도의 통근 요금 할인이 구성되었는데, 이는 10회 운행의 경우 16 파운드 할인된다.
2013년 2월 9일 현재 개장한 이래 1,815,212여명이 이 노선을 이용했다. 2012년 9월 16일부터 2013년 2월 9일까지의 평균 승객 수는 주당 평균 31,601명이고 중앙값은 30,667명이다. 이 기간 동안의 가장 높은 사용량은 2012년 11월 3일 끝 주에 70,704명 이상치였으며, 가장 적은 사용량은 2013년 2월 2일 끝 주에 14,755명이었다. 2013년 11월에는 주당 5회 이상 이용하는 사람들에게 할인 혜택을 제공하는 오이스터 카드 사용자가 4명 뿐이라고 한다. 2015년 8월 29일부터 2016년 8월 20일까지 평균 28,400회의 주간 여행이 이루어지며 표준 편차는 11,000회이다. 더운 계절에는 더 많은 운행이 이루어졌다. 수치는 2017년 4월 기준에도 비슷한 수준을 유지했다.

## 같이 보기
- 에미레이트 에어라인 공식 웹사이트
- 런던 교통국 에미레이트 에어라인 페이지